# Nannophya dalei
Nannophya dalei är en trollsländeart som först beskrevs av Tillyard 1908.  Nannophya dalei ingår i släktet Nannophya och familjen segeltrollsländor. IUCN kategoriserar arten globalt som livskraftig. Inga underarter finns listade i Catalogue of Life.